# 박기태 (제빵사)
박기태(1972년 3월 1일 ~ )는 대한민국의 제빵사이다.

## 이력
1986년 제빵업계에 입문하였으며, 빵장수쉐프, 빵장수단팥빵, 빵장수꽈배기, 이탈리안쟈빠따 등 4개의 브랜드를 보유하고 있다. 대한제과협회(중앙회) 기술지도위원으로 활동하고 있으며 한국제과 장학회 대구경북 지회장과 제과제빵 전국시험장 심사위원을 겸임하고 있다.

## 경력
- ‘㈜박기태 쉐프’ 대표이사
- ‘빵장수 단팥빵’ 가맹본부 대표
- ‘이탈리안 쟈빠따’ 가맹본부 대표
- ‘빵장수 꽈배기’ 가맹본부 대표
- 2013 ~ 2016 ㈜신광식품 기술연구원
- 대한민국 제과 기능장협회(중앙회) 비전위원
- 대한제과협회(중앙회) 기술지도위원
- 대한민국 제과 기능장협회 대구경북 부회장
- 예르제과제빵직업전문학교 기능장 교육위원
- 한국제과 장학회 대구경북 지회장
- 제과제빵 전국시험장 심사위원
- 일본 츠지원 수료

## 수상 경력
- 제빵과자페스티벌 설탕공예부문 1등
- 2015 한국 프로제빵왕(최우수상)
- 2014 코리안마스터 챔피언쉽 동메달
- 2017 world pastry cup (월드페이스트리컵) 예선 한국국가대표 1위
- 2017 world pastry cup (월드페이스트리컵) 입상
- 2017 월간인물 대한민국의 주역 CEO 선정

## 방송 출연

### 텔레비전 프로그램
- 2015년 한국소비자TV(주) 조영구의 트랜드핫이슈

### 잡지
- 2017년 월간 베이커리 3월호 "2017 월드페이스트리컵"
- 2017년 월간 인물 대한민국의 주역 "빵장수단팥빵 박기태쉐프"